# Une histoire milanaise
Pour plus de détails, voir Fiche technique et Distribution.
Une histoire milanaise (Una storia milanese) est un film italo-français d'Eriprando Visconti, sorti en 1962.

## Synopsis
Milan, un hiver du début des années 1960. Valeria, une fille libre qui papillonne de relation en relation, tombe cette fois profondément amoureuse de Giampiero. Il semblerait que dans ces circonstances le mariage soit une option envisageable, d'autant qu'elle tombe enceinte de son compagnon. Mais la tentation d'un retour à sa vie libre d'avant ne l'a jamais vraiment quittée...

## Fiche technique
- Titre : Une histoire milanaise
- Titre original : Una storia milanese
- Réalisateur : Eriprando Visconti
- Assistants réalisateurs : Jean Toschi, Giulio Mandelli
- Scénaristes : Renzo Rosso, Vittorio Sarmenti et Eriprando Visconti
- Directeur de la photographie : Lamberto Caimi
- Musique : John Lewis
- Décors : Ettore Lombardi, Carla Castelbarco
- Montage : Mario Serandrei
- Producteur exécutif : Alberto Soffientini
- Sociétés de production : Società Editoriale Cinematografica Italiana 22 Dicembre, Galatea Film, Société Cinématographique Lyre
- Dates de sortie :
  -  Italie : 1er septembre 1969 (Festival de Venise)
  -  Italie : 17 septembre 1962
  -  France : inédit à Paris mais distribué en province

## Distribution
- Danièle Gaubert : Valeria
- Enrique Thibaut (sous le nom d'Enrico Thibaut) : Giampiero Gessner
- Romolo Valli : M. Gessner, son père
- Lucilla Morlacchi : Francesca Gessner
- Regina Bianchi : la mère de Valeria
- Giancarlo Dettori : Dario
- Rosanna Armani : Vicky
- Anna Gaël : l'amie de Valeria
- Ermanno Olmi : Turchi
- Quinto Parmeggiani : le journaliste
- Giancarlo Galassi Beria
- Coorado Ulrich

## Palmarès
- Prix de la ville d'Imola à la Mostra de Venise 1962
- Ruban d'argent 1963 du meilleur acteur de complément à Romolo Valli, décerné par le Syndicat National Italien des Journalistes de Cinéma